# Kurious
Kurious, właśc. Jorge Alvarez, inne pseud. Kurious Jorge, Biolante (ur. 1 maja 1969) – amerykański artysta hip-hopowy pochodzenia portorykańsko-kubańskiego.

## Biografia
Jorge Alvarez dorastał w dzielnicy Manhattan Valley w Upper West Side. Zadebiutował w 1993 roku uczestnicząc w albumach No Need for Alarm the Del tha Funkee Homosapien oraz Dust to Dust Pete’a Nice’a i DJ Richiego Richa. Duet pomógł Kuriousowi uzyskać kontrakt płytowy z Columbia Records za pośrednictwem Bobbito Garcii i wytwórni Nice’a, Hoppoh. W 1992 roku wydał swój pierwszy singiel Walk Like a Duck. Następnie podpisał kontrakt z Sony Music. W 1994 roku Kurious wydał swój uznany przez krytyków debiutancki album A Constipated Monkey.
W 1999 roku pojawił się gościnnie na płycie MF Dooma Operation: Doomsday i dołączył do grupy Monsta Island Czars pod pseudonimami Biolante wziętym od potwora z filmu Godzilla kontra Biollante oraz Gappa wziętym od tytułowych potworów z filmu Gappa. W 2009 roku wydał swój drugi album II.

## Dyskografia

### Albumy
- 1994: A Constipated Monkey
- 2009: II

### Single
- 1992: Walk Like a Duck
- 1993: Uptown Shit
- 1994: I’m Kurious
- 2001: All Great
- 2009: Benetton (feat. MC Serch & MF Doom)
- 2009: Back With V.I.C.
- 2009: Sittin’ In My Car

### Gościnne występy
- 1991: „Young Stars From Nowhere” (z albumu Volume 1 Powerule’a)
- 1993: „Boo Boo Heads” (z albumu No Need for Alarm the Del tha Funkee Homosapien)
- 1993: „3 Blind Mice” (z albumu Dust to Dust Pete’a Nice’a and DJ Richiego Richa)
- 1994: „Smokin 'That Shit” (z albumu Black Bastards KMD)
- 1999: „?” (z albumu Operation: Doomsday MF Dooma)
- 2003: „Mugwort + Cinnamon = Shifting Lanes” (z albumu Special Herbs + Spices Volume 1 MF Grimma i MF Dooma)
- 2003: „Fastlane” (jako Biolante z albumu Take Me to Your Leader Kinga Geedorah)
- 2006: „Traveling” (z albumu American Hunger MF Grimma)
- 2009: „More Rhymin” (z albumu Born Like This MF Dooma)
- 2013: „On My Grind” (z albumu Jewelz Juellz)
- 2014: „Enough” (z albumu Hallways Homeboy Sandmana)